# Ceará SC
Ceará Sporting Club is een Braziliaanse voetbalclub uit Fortaleza, de hoofdstad van de staat Ceará. Het beste resultaat in de Braziliaanse Série A was in 1985, toen ze zevende werden, tevens het beste resultaat ooit voor een club uit de staat Ceará. Hoewel Fortaleza de vijfde stad is van het land is spelen Ceará en aartsrivaal Fortaleza slechts een bijrol in het Braziliaanse voetbal. De club is wel koploper wat betreft aantal seizoenen in de Série B.

## Geschiedenis

### Campeonato Cearense
De club werd op 2 juni 1914 opgericht als Rio Branco Football Club, clubkleuren waren wit-lila. Eén jaar later werd de naam veranderd in Ceará Sporting Club en werden de clubkleuren gewijzigd naar zwart-wit omdat lila moeilijker te krijgen was in die tijd. In 1915 richtte de Liga Cearense Metropolitana de Futebol een eerste competitie in. De club bereikte de finale tegen Stella en won deze met 2-1. Pas in 1919 verloor de club voor het eerst een wedstrijd. Na vijf opeenvolgende titels werd in 1920 de voetbalbond van Ceará opgericht, die vanaf dat jaar het Campeonato Cearense organiseerde. De titels die de club al gewonnen had werden niet als officieel beschouwd tot de voetbalbond deze in 2008 ratificeerde waardoor Ceará er plotsklaps vijf titels bij kreeg. Rivaal Fortaleza won de eerste twee kampioenschappen van de nieuwe competitie en in 1922 won ook Ceará. De club won geregeld een titel maar had geen periodes dat ze de competitie echt domineerden, behalve tussen 1957 en 1963 en tussen 1975 en 1981. Tussen 1898 en 1999 wonnen ze ook acht titels, maar op twee titels in 2002 en 2006 na zwaaide Fortaleza vanaf 2000 de plak. Na vier opeenvolgende titels van Fortaleza kon de club van 2011 tot 2014 ook vier keer op rij de titel winnen.

### Nationaal niveau
In 1959 werd voor het eerst een nationale competitie georganiseerd voor de staatskampioenen en zo had Brazilië voor het eerst een landskampioen. Als kampioen van 1958 had Ceará de eer om als eerste deel te nemen. De club schakelde ABC uit, maar verloor dan van de latere landskampioen Bahia. De volgende drie jaar nam rivaal Fortaleza deel en in 1962 kon Ceará terug deelnemen. Na een overwinning op Ríver verloren ze in de tweede ronde van Sport. In 1963 verloren ze in de tweede ronde van Bahia en in 1964 wonnen ze de noordelijke zone in de finale tegen Náutico. In de kwartfinale om de titel schakelden ze Fluminense de Feira uit waardoor ze zich voor de halve finale plaatsten tegen het grote Flamnengo, dat zich uiteindelijk voor de finale plaatste. Hierna plaatste de club zich niet meer voor de competitie die top 1968 liep.
Een jaar eerder werd het Torneio Roberto Gomes Pedrosa opgericht waaraan enkel clubs uit de grootste competities aan deel mochten nemen. De clubs van Ceará werden hiervoor te licht bevonden. In 1969 nam de club wel deen aan het Torneio Norte-Nordeste, zodat ze toch een interregionaal toernooi hadden, ze wonnen dat jaar de competitie tegen Remo.
In 1971 werd dan weer een nieuwe competitie opgezet, een mix van de Taça en het Torneio Roberto Gomes Pedrosa. De staatskampioenen mochten opnieuw deelnemen de grootste clubs uit de grotere competities mochten ook jaarlijks deelnemen tot 1986, toen de competitie afgeslankt werd. Met uitzondering van enkele seizoenen speelde de club tot 1987 in de Série A. In 1985 werd de club zevende, het beste resultaat voor een club uit de staat in de Série A. In de Taça werd Fortaleza weleens vicekampioen.
In 1992 promoveerden twaalf clubs naar de Série A, waardoor een tiende plaats in de Série B al volstond voor promotie, samen met rivaal Fortaleza. Van de 32 clubs in seizoen 1993 degradeerden er dan wel acht en een 26ste plaats volstond niet voor het behoud. In 1994 bereikte de club wel de finale van de Copa do Brasil en schakelde gerenommeerde clubs als Palmeiras en Internacional uit. In de finale verloren ze nipt van Grêmio. Hierdoor mocht de club het volgende seizoen deelnemen aan de Copa CONMEBOL, het eerste internationale toernooi voor de club, al werd de club in de eerste rond wel tegen landgenoot Corinthians uitgeloot. Na twee keer gelijk verloor de club na strafschoppen en was uitgeschakeld. De volgende jaren was de club een middenmoter in de Série B en maakte niet snel kans op promotie naar de Série A. In 2005 bereikte de club wel nog eens de halve finale van de Copa do Brasil en schakelde onder meer Flamengo en Atlético Mineiro uit, echter verloren ze op een zucht van het einde van Fluminense. In 2009 werd de club derde en promoveerde nog eens naar de Série A. Bij de terugkeer werd de club twaalfde, wat recht gaf op deelname aan de Copa Sudamericana 2011, waar de club werd uitgeschakeld door São Paulo. Een jaar later degradeerde de club ook weer uit de Série A. De volgende jaren eindigde de club in de middenmoot van de Série B. In 2014 verloor de club de finale van de Copa do Nordeste van Sport do Recife. In 2015 won de club deze competitie in de finale tegen Bahia. In de Série B zag het er lange tijd naar uit dat de club voor het eerst zou degraderen uit de Série B, echter stak de club in de terugronde een tandje bij en kon zo toch het behoud verzekeren. In 2017 slaagde de club er zelfs in om weer promotie af te dwingen.

## Erelijst
Campeonato Cearense
1922, 1925, 1931, 1932, 1939, 1941, 1942, 1948, 1951, 1957, 1958, 1961, 1962, 1963, 1971, 1972, 1975, 1976, 1977, 1978, 1980, 1981, 1984, 1986, 1989, 1990, 1992, 1993, 1996, 1997, 1998, 1999, 2002, 2006, 2011, 2012, 2013, 2014, 2017, 2018, 2024
Torneio Norte-Nordeste
1969
Copa do Nordeste
2015, 2020, 2023